# Thelogorgia stellata
Thelogorgia stellata är en korallart som beskrevs av Bayer 1992. Thelogorgia stellata ingår i släktet Thelogorgia och familjen Keroeididae. Inga underarter finns listade i Catalogue of Life.